# Кліментовський Роман Андрійович
Роман Андрійович Кліментовський (14 квітня 1989 , Армянськ, Кримська область ) — український і російський футболіст, захисник клубу " Севастополь ". У складі «Титану» з Армянська провів понад 150 ігор на професійному рівні. Учасник Універсіади 2013 року в Казані.

## Біографія

### Ранні роки
Батько Андрій Євгенович працював на підприємстві «Кримський Титан», а мати Світлана Миколаївна на пошті. Роман займався у музичній школі, яку закінчив за класом гітари. Навчався у ПТУ у Армянську за спеціальністю «електромонтер з обслуговування електроустаткування». Після цього здобував освіту в Дніпродзержинському металургійному коледжі за спеціальністю «електрик» та в Дніпродзержинському державному технічному університеті за спеціальністю «теплоенергетик».

### Клубна кар'єра
Почав займатися футболом у 10 років, коли записався до академії армянського «Титану». Першим тренером став Сергій Валентинович Козлов, а надалі Роман займався у Геннадія Миколайовича Титова. У дитячо-юнацькій футбольній лізі України виступав за «Титан» з 2004 по 2006 рік.
На професійному рівні у складі «Титану» дебютував під кінець сезону 2005/06 у матчі Другої ліги України проти криворізького «Гірника» (1:1). Разом із командою ставав срібним та бронзовим призером Другої ліги, а в сезоні 2009/10 «Титан» став переможцем турніру та вперше вийшов до Першої ліги України. У сезоні 2007/08 армянський клуб дійшов 1/16 фіналу Кубка України, де поступився представнику Вищої ліги — одеському «Чорноморцю» (0:3).
На думку оглядача Артура Валерка (Football.ua) у сезоні 2012/13 Климентовський провів один із найкращих сезонів у своїй кар'єрі: «грав, де треба було команді — і в центрі оборони, і в центрі поля, причому незмінно надійно та впевнено». За підсумками сезону 2013/14 Роман Кліментовський заробив найбільшу кількість червоних карток у лізі — три. Після анексії Криму Росією «Титан» був розформований, а всі гравці, включаючи Кліментовського, який грав за клуб протягом дев'яти сезонів, залишили його на правах вільного агента.
Після окупації залишився на півострові і став грати у так званій Прем'єр-лізі Кримського футбольного союзу за сімферопольську «ТСК-Таврію». У складі команди став переможцем Прем'єр-ліги КФС сезону 2015/16 та Суперкубку КФС 2016 року. Запрошувався до створеної окупантами збірної Криму. 
У лютому 2017 року уклав контракт із фейковим «Севастополем», куди перейшов за «сімейними обставинами». У «Севастополі» став одним із лідерів, де йому довірили позицію віце-капітана команди. Разом із севастопольцями чотири рази ставав переможцем Прем'єр-ліги, один раз перемагав у Кубку та двічі у Суперкубку. У Прем'єр-лізі КФС провів понад 150 матчів, ставши одним із п'яти футболістів, які зуміли подолати подібний рубіж. Крім того, в сезоні 2016/17 Кліментовського було визнано найкращим захисником чемпіонату. У 2023 і 2024 роках у складі «Севастополя» виступав у дивізіоні «Б» Другої ліги Росії, а влітку 2024 року покинув команду, після чого повернувся до «ТСК-Таврії».

### Кар'єра у збірній
У 2013 році у складі студентської збірної України виступав на футбольному турнірі Універсіади в Казані, де українці дійшли до чвертьфіналу. 

## Досягнення
- Переможець Другої ліги України: 2009/10
- Срібний призер Другої ліги України: 2007/09
- Бронзовий призер Другої ліги України: 2006/07

## Статистика
| Клуб             | Сезон   | Ліга               | Ліга  | Ліга | Кубок | Кубок |
| Клуб             | Сезон   | Дивізіон           | Матчі | Голи | Матчі | Голи  |
| ---------------- | ------- | ------------------ | ----- | ---- | ----- | ----- |
| Титан (Армянськ) | 2005/06 | Друга ліга України | 5     | 0    |       |       |
| Титан (Армянськ) | 2006/07 | Друга ліга України | 20    | 0    |       |       |
| Титан (Армянськ) | 2007/08 | Друга ліга України | 21    | 0    | 2     | 0     |
| Титан (Армянськ) | 2008/09 | Друга ліга України | 27    | 0    | 1     | 0     |
| Титан (Армянськ) | 2009/10 | Друга ліга України | 25    | 1    | 1     | 0     |
| Титан (Армянськ) | 2010/11 | Перша ліга України | 22    | 0    | 1     | 0     |
| Титан (Армянськ) | 2011/12 | Перша ліга України | 21    | 1    |       |       |
| Титан (Армянськ) | 2012/13 | Перша ліга України | 33    | 1    | 1     | 0     |
| Титан (Армянськ) | 2013/14 | Перша ліга України | 24    | 1    | 1     | 0     |
| Севастополь      | 2023    | Друга ліга Росії   | 20    | 0    |       |       |
| Севастополь      | 2024    | Друга ліга Росії   | 6     | 0    |       |       |
| Загалом          | Загалом | Загалом            | 224   | 4    | 7     | 0     |